# Зуев, Михаил Геннадиевич
Михаи́л Генна́диевич Зу́ев (22 августа 1963, Красноярск — 22 декабря 2011, Красноярск) — российский рок-музыкант, лидер рок-группы «Иван Кайф».

## Биография
Родился 22 августа 1963 года в городе Красноярске. В 1980 году окончил Красноярскую школу № 57.
Окончил Механико-математический факультет НГУ.
В 1993 году в городе Новосибирске организовал рок-группу «Иван Кайф».
Был музыкальным руководителем в команде КВН Новосибирского государственного университета и участником «Конторы Братьев Дивановых».
В 1995 году вместе с группой переехал в Москву.
В 2008 году попал в автокатастрофу и более двух лет был занят лечением, переехав в свой родной город. Перенёс инсульт, также у него было обнаружено редкое заболевание — синдром Гийена-Барре.
Умер Михаил Зуев из-за остановки сердца во время прослушивания ночного футбольного матча 22 декабря 2011 года в Красноярске.
28 октября 2012 года на улице Терешковой в Новосибирском Академгородке установлен памятник лирическому герою песни «Иду один» группы «Иван Кайф» и, одновременно, лидеру группы, автору песни Михаилу Зуеву.